# 中華基督教會基良小學
中華基督教會基良小學（英語：CCC Kei Leung Primary School），為香港一所已停辦的小學，於1988年創立，2008年因收生不足而併入同系蒙黃花沃紀念小學。

## 歷史
此校於1988年創立，原先為一所半日制小學。由於位置偏遠及良景邨未完全建成，此校初期只設有上午校，直至1990/91學年才開設下午校，並擴展至上、下午校共48班。
然而，自1997-98年起，此校已出現收生不足，班數由上、下午各4班削至各2班。因此，此校於2001年需將上、下午校合併，並改為全日制。
由於收生不足情況並無改善，此校被教育統籌局下令「殺校」，遂於2007年暑假決定與同系的蒙黃花沃紀念小學合併，未畢業學生均於翌年轉至該校。至此，基良小學亦結束其僅僅20年的歷史。

## 校舍

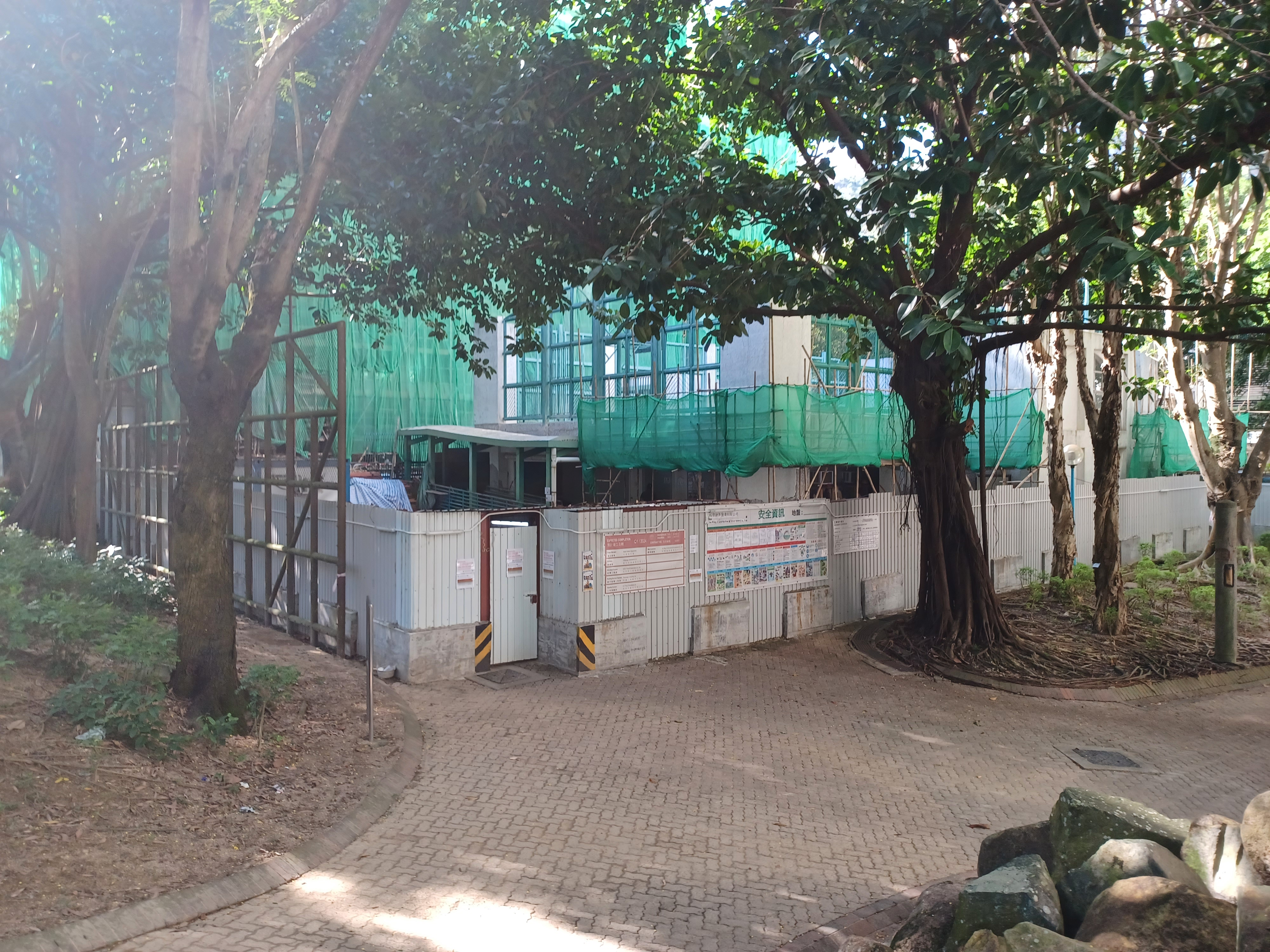
前基良小學操場大樓

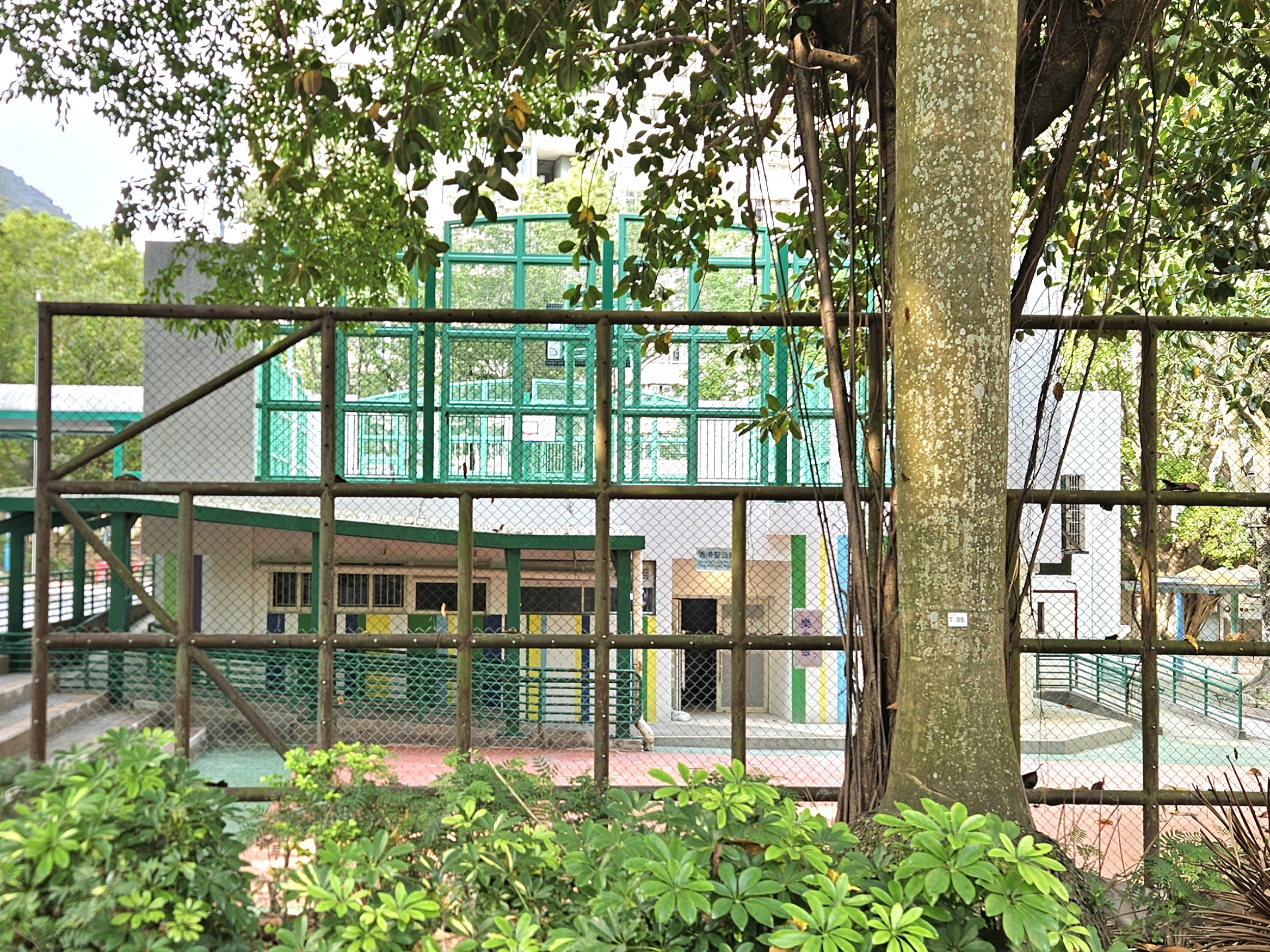
操場大樓

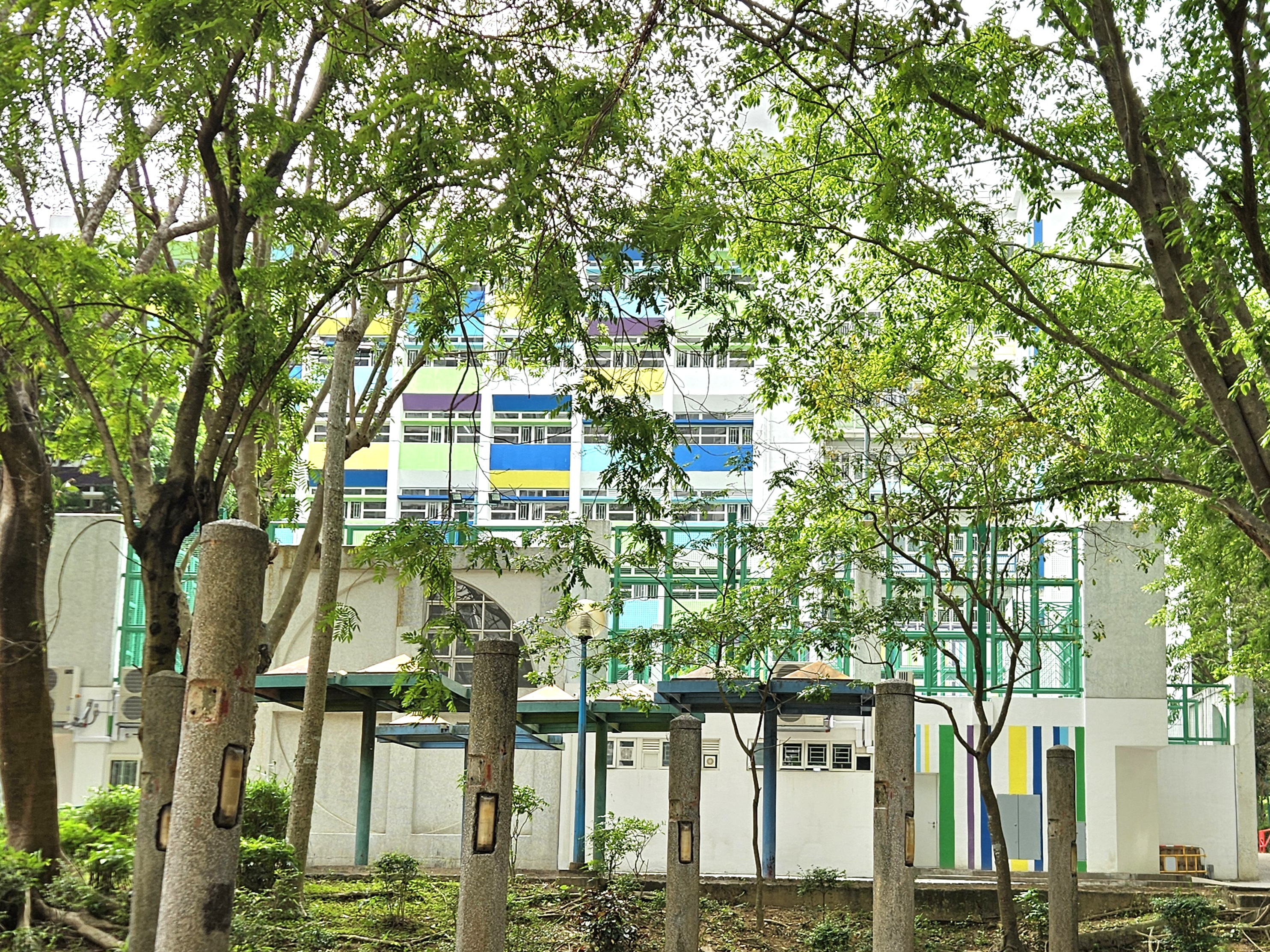
改建後成為良景綜合社會服務大樓

此校為一座標準小學校舍，不計地下共設6層，設24間課室及少量特別室，並曾擴建一座操場大樓。
此校於2008年併入蒙黃花沃紀念小學後，原有校舍隨即交還予房屋署，而操場大樓的籃球場則開放予居民使用。直至2011年，社會福利署提出改建校舍為福利綜合大樓。經各持分者交涉後，改建工程於2022年5月動工。

## 歷任行政人員

### 校監
- 蘇成溢 牧師

### 校長[10]

#### 上午校
- 高作楷 先生（1988年-1990年，創校校長[註 3]）
- 馮文正 先生（1990年-1993年）
- 盧光輝 先生（1993年-2001年）[11][註 4]

#### 下午校
- 李錦萬 先生（1990年-1999年，創校校長）
- 何碧輝 女士（1999年-2001年，轉全日制後繼續出任校長）

#### 全日制
- 何碧輝 女士（2001年-2003年，全日制首任校長）[12]
- 李美美 女士[1]（2003年-2006年[註 5]）
- 洪之龍 先生[5]（2006年-2008年，末任校長[註 6]）

## 外部連結
- 中華基督教會基良小學官方網頁（存檔）